# Sergio Gonella
Sergio Gonella (Asti, 23 maggio 1933 – Calliano, 19 giugno 2018) è stato un arbitro di calcio e dirigente arbitrale italiano.

## Carriera
Esordì in Serie A nel 1964, guadagnandosi all'inizio della carriera la fama di arbitro severissimo ed imparziale, dopo aver concesso 7 rigori nelle prime 7 partite del campionato 1965-1966, di cui due, realizzati, durante la partita Napoli-Cagliari e due in Bologna-Atalanta. Cominciò a dirigere gare internazionali nel 1970 e nel 1972 diresse la finale di andata degli europei under-21 vinti dalla Cecoslovacchia; arbitrò anche la finale di Supercoppa Europea del 1975, tra Dinamo Kiev e Bayern Monaco. Una curiosità: il 29 dicembre 1974, all'ultimo momento, diresse addirittura un'amichevole della propria nazionale: l'Italia, infatti, doveva giocare a Genova contro la Bulgaria (per la cronaca, finì 0-0), e Gonella fu convocato d'urgenza a causa dell'improvvisa indisponibilità dell'arbitro designato, lo spagnolo Sánchez.
Nel 1976 diresse la finale degli europei di calcio, a Belgrado, tra Cecoslovacchia e Germania Ovest. Due anni più tardi, arbitrando a Buenos Aires la finale dei mondiali di calcio tra Argentina e Paesi Bassi raggiunse il primato dello svizzero Gottfried Dienst, diventando uno dei due soli direttori di gara a centrare entrambe le prestigiose finali. Gonella dovette subito risolvere un problema sollevato dai calciatori argentini ancor prima dell'inizio della partita a causa della vistosa fasciatura al polso e alla mano destra portata dal calciatore olandese René van de Kerkhof. La fasciatura venne in parte ridotta e, dopo alcuni minuti di vivaci polemiche e dopo le proteste olandesi per l'atteggiamento argentino che sembrarono mettere in dubbio lo svolgimento della finale, la partita poté avere inizio regolarmente.
La gara fu caratterizzata dall'estremo agonismo, dal gioco frammentario e a tratti violento, dall'acceso tifo del pubblico argentino. L'arbitraggio di Gonella venne ritenuto dalla critica sportiva insufficiente e venne fortemente contestato dalla squadra olandese; in particolare l'arbitro italiano non sarebbe riuscito a controllare la situazione sul campo in particolare nei tempi supplementari dove la gara divenne caotica e molto dura, avrebbe tollerato un gioco estremamente falloso delle due squadre, avrebbe sbagliato alcune decisioni, avrebbe sorvolato su alcuni episodi di violenza da parte argentina, come la gomitata di Daniel Passarella a Johan Neeskens. L'arbitro, condizionato dall'ambiente surriscaldato dello stadio, avrebbe mantenuto un atteggiamento complessivamente favorevole agli argentini. Gonella nelle sue dichiarazioni dopo la finale e negli anni seguenti ha peraltro sempre respinto tutte le critiche.
In ambito nazionale, nel 1972 ricevette l'importante Premio Mauro e nel 1974 diresse la finale di Coppa Italia tra Bologna e Palermo. Anche in questa circostanza Gonella venne duramente criticato perché ritenuto colpevole di aver condizionato il risultato a favore dei bolognesi (in dieci per più di un'ora a causa dell'espulsione di Vieri per proteste per i continui falli subiti), assegnando prima un rigore agli stessi allo scadere, e poi, come ricorda il capitano del Palermo Sandro Vanello, «Giacomo tirò malissimo (il calcio di rigore decisivo dopo i tempi supplementari) e l'arbitro disse che il nostro portiere Girardi si era mosso prima. Insomma, fece ribattere il penalty, una cosa rarissima nelle finali»
Tutte queste vicende permisero altresì alla compagine rossoblu del Bologna di imporsi dopo i tempi supplementari ai rigori. Dopo i mondiali di calcio del 1978, decise di smettere di arbitrare, con il bilancio di 175 presenze in Serie A.
Come dirigente, si distinse per essere stato vice di Giuseppe Ferrari Aggradi come designatore alla CAN A e B tra il 1978 e il 1981, designatore degli arbitri di Serie C1 e Serie C2 dal 1988 e al 1990, e soprattutto per aver ricoperto analogo incarico nel campionato di Serie A 1998-1999 (dove venne reintrodotto il sorteggio integrale degli arbitri, suddivisi in sole due fasce di merito). Dal 1998 al 2000 fu anche presidente dell'Associazione Italiana Arbitri (AIA) e componente della Commissione arbitrale UEFA tra il 1998 e il 2000.
È riapparso, nel luglio del 2008, in un servizio televisivo realizzato dal giornalista torinese Carlo Nesti per Rai Sport (andato anche in onda sul Tg Regionale del Piemonte), dove ha ripercorso le tappe della sua carriera, parlando anche a distanza di 30 anni, da quella finale del Mondiale molto contestata tra Argentina ed Olanda che vide il successo dei sudamericani per la prima volta del trofeo (contestata, per il presunto favore dell'arbitro astigiano, di favorire i padroni di casa alla conquista del titolo), oltre a parlare dell'Europeo in corso in Svizzera ed Austria. Nel filmato appare anche coi nipotini, fratelli e parenti insieme a sua moglie, nella casa di campagna nel Torinese, dove si era ritirato.
Nel 2013 viene inserito, ex aequo con il collega Cesare Gussoni, nella Hall of Fame del calcio italiano nella categoria Arbitro italiano.
Fino alla sua scomparsa, avvenuta il 19 giugno 2018, è stato dirigente benemerito AIA.